# 講談協会
講談協会（こうだんきょうかい）は、東京都中央区に本部を置く講談師が所属する団体。講談団体としては唯一日本演芸家連合に加盟している。

## 歴代会長
1. 五代目宝井馬琴（1980年 - 1985年）
2. 六代目小金井芦州（1991年 - 2001年）
3. 六代目一龍斎貞丈（2001年 - 2002年）
4. 六代目一龍斎貞水（2002年 - 2006年）
5. 六代目宝井馬琴（2006年 - 2010年）
6. 六代目一龍斎貞水（2010年 - 2020年）
7. 五代目宝井琴梅 （2021年 - 2023年）
8. 四代目宝井琴調 - 現職（2023年 - ）

## 役員
2023年4月改選
- 会長∶宝井琴調
- 副会長∶神田すみれ
- 常任理事
  - 宝井琴桜
  - 一龍斎貞花
  - 一龍斎貞心
  - 桃川鶴女
- 理事
  - 宝井琴柳
  - 宝井琴星
  - 田辺南北
  - 神田香織
  - 田辺鶴英
  - 一龍斎春水
  - 一龍斎貞友
  - 田辺一邑
- 会計∶田辺一邑
- 事務局長∶宝井琴星
- 監査∶神田香織
- 相談役∶宝井琴梅

## 会員

### 真打
- 宝井琴梅
- 宝井琴桜
- 一龍斎貞花
- 一龍斎貞心
- 宝井琴柳
- 宝井琴星
- 宝井琴調
- 桃川鶴女
- 田辺南北
- 宝井琴嶺
- 神田すみれ
- 神田香織
- 田辺鶴英
- 一龍斎春水
- 一龍斎貞友
- 田辺一邑
- 宝井梅福
- 神田織音
- 田辺凌鶴
- 一龍斎貞橘
- 宝井一凜
- 田ノ中星之助
- 神田春陽
- 田辺鶴遊
- 神田あおい
- 一龍斎貞寿
- 神田山緑
- 田辺一乃
- 宝井琴鶴
- 神田菫花
- 田辺銀冶
- 一龍斎貞弥
- 一龍斎貞鏡
- 宝井琴凌
- 神田こなぎ

### 二ツ目
- 田辺いちか
- 田辺凌天
- 一龍斎貞奈
- 神田伊織
- 田辺一記
- 一龍斎貞司

### 前座
- 宝井小琴
- 一龍斎貞介
- 神田おりびあ
- 宝井優星
- 宝井魁星
- 神田ようかん
- 神田蓮陽
- 田辺凌々
- 宝井琴人
- 一龍斎貞昌
- 神田山兎

系図については講談師#現在活動している講談師を参照。